# Decameron Pie
Decameron Pie (Virgin Territory) è un film del 2007, diretto da David Leland, che mescola dramma a commedia giovanilistica e si ispira, piuttosto vagamente, al Decameron di Giovanni Boccaccio. Il film è uscito in Italia il 5 settembre 2008, incassando appena 1119000 €.
È stato l'ultimo film prodotto da Dino De Laurentiis.

## Trama
Il film è ambientato nella Firenze del XIV secolo, investita dalla peste nera. La giovane e bella Pampinea Anastagi perde i genitori e il losco e perfido Gerbino della Ratta la vuole in sposa, mirando ai suoi soldi e alla sua magione, nonostante lei sia già stata promessa al conte russo Dzerzhinsky, in viaggio da Novgorod verso Firenze.
La giovane vuole però tener fede alla sua parola, e, per preservare la propria castità, si ritira in un convento, dove però anche Lorenzo de' Lamberti si è nel frattempo rintanato (per sfuggire a Gerbino, che lo vuole uccidere), fingendosi sordomuto e dedicandosi alla cura del giardino e ad assolvere ai desideri carnali delle avvenenti suore.
Quando, nel convento, Pampinea bacia Lorenzo dopo averlo bendato, questi si innamora della sconosciuta; nel frattempo Dzerzhinsky, giunto a Firenze e scampato a un agguato di Gerbino, si imbatte nella bellissima Elissa, che sta bagnandosi nuda in un fiume, e si innamora di lei, credendola Pampinea. Al matrimonio di Pampinea e Gerbino officiato dal finto prete Tindaro si presentano anche il conte Dzerzhinsky e Lorenzo, cacciato dal convento. Entrambi si battono quindi contro Gerbino, costringendolo a una mortale caduta in un profondissimo pozzo.
Il film si conclude con un bacio tra Lorenzo e Pampinea, che gli ha rivelato di essere la sconosciuta che lo aveva baciato, tra Dzerzhinsky ed Elissa, a sua volta rivelatasi al conte russo nella sua vera identità, tra Dioneo e la sua fidanzata Filomena e tra le altre coppie di innamorati presenti nel film.

## Produzione
Il film è stato girato prevalentemente in Italia: la città che possiamo vedere nel corso del film è in realtà Siena e il palazzo di Pampinea, apparso anche nella fiction televisiva Preferisco il paradiso, dove ha luogo anche il combattimento tra i tre pretendenti, si trova a Caprarola. Le scene girate all'interno della chiesa non sono state girate a Siena, bensì nel Duomo di San Gimignano. Gli abiti del film sono dello stilista fiorentino Roberto Cavalli, che figura tra i produttori della pellicola.

## Distribuzione
Il film aveva in fase di lavorazione il titolo provvisorio di The Decameron, Angels and Virgins, Guilty Pleasures and Chasing Temptation ("Il Decamerone, Angeli e vergini, colpevoli piaceri e tentazioni inseguitrici"), il titolo definitivo Virgin Territory è stato cambiato in Italia in Decameron Pie per associarlo alla serie di film-commedia American Pie; in Francia venne chiamato Medieval Pie; negli Stati Uniti non fu distribuito al cinema ma solo in DVD nell'agosto 2008.